# Henry David Cooke (1825-1881)
Henry David Cooke (1825-1881) est un financier, journaliste et politicien américain, frère cadet du financier de Philadelphie Jay Cooke. Membre du parti républicain américain, il a été le premier gouverneur du District of Columbia, nommé par le président américain Ulysses S. Grant.

## Biographie
Né à Sandusky, dans l'Ohio, en 1825, Cooke a étudié à l'Allegheny College de Meadville, en Pennsylvanie, avant de voyager à San Francisco puis de revenir dans l'Ohio pour devenir journaliste au Sandusky Register dont il est le seul propriétaire à partir de 1856, plaçant le journal au service de son allié politique  John C. Fremont, premier président américain issu du nouveau parti républicain américain.
À partir de 1860, Henry David Cooke devient propriétaire de l'Ohio State Journal, qui perd de l'argent mais se place au service de son ami le secrétaire au Trésor américain Salmon P. Chase et du président Ulysses S. Grant. Il est parallèlement associé à son frère au sein du capital de la société financière Jay Cooke & Co, qui prélève d'importantes marges bénéficiaires en diffusant, via 2 500 agents à travers le pays, les obligations de la dette publique américaine, multipliées par la guerre de Sécession. Très vite,  Jay Cooke & Co constitue la première banque d'affaires du pays. Ses relais dans les quotidiens permettent de vanter l'achat de bons du Trésor américains auprès du grand public, jusqu'en Europe.
Élu au congrès des États-Unis, ami d'Alexander Robey Shepherd, Henry David Cooke devient en 1862 président de la Washington and Georgetown Street Railroad Company et de la First Washington National Bank. Son frère Jay Cooke et lui sont ruinés par le krach de 1873, déclenché par l'échec de l'Expédition de la rivière Yellowstone, leur banque ayant acheté un trop grand nombre d'obligations de la compagnie de chemin de fer Northern Pacific Railway.